# Europa (Insel)
Europa (französisch Île Europa) ist eine 30 km² große tropische Insel in der südlichen Straße von Mosambik, ungefähr 300 km von der Küste Madagaskars (Region Atsimo-Andrefana) und 500 km von der Küste Mosambiks (Provinz Inhambane) entfernt. Politisch gehört sie zu den Îles Éparses, einem Distrikt des französischen Überseegebiets Terres australes et antarctiques françaises.

## Geographie

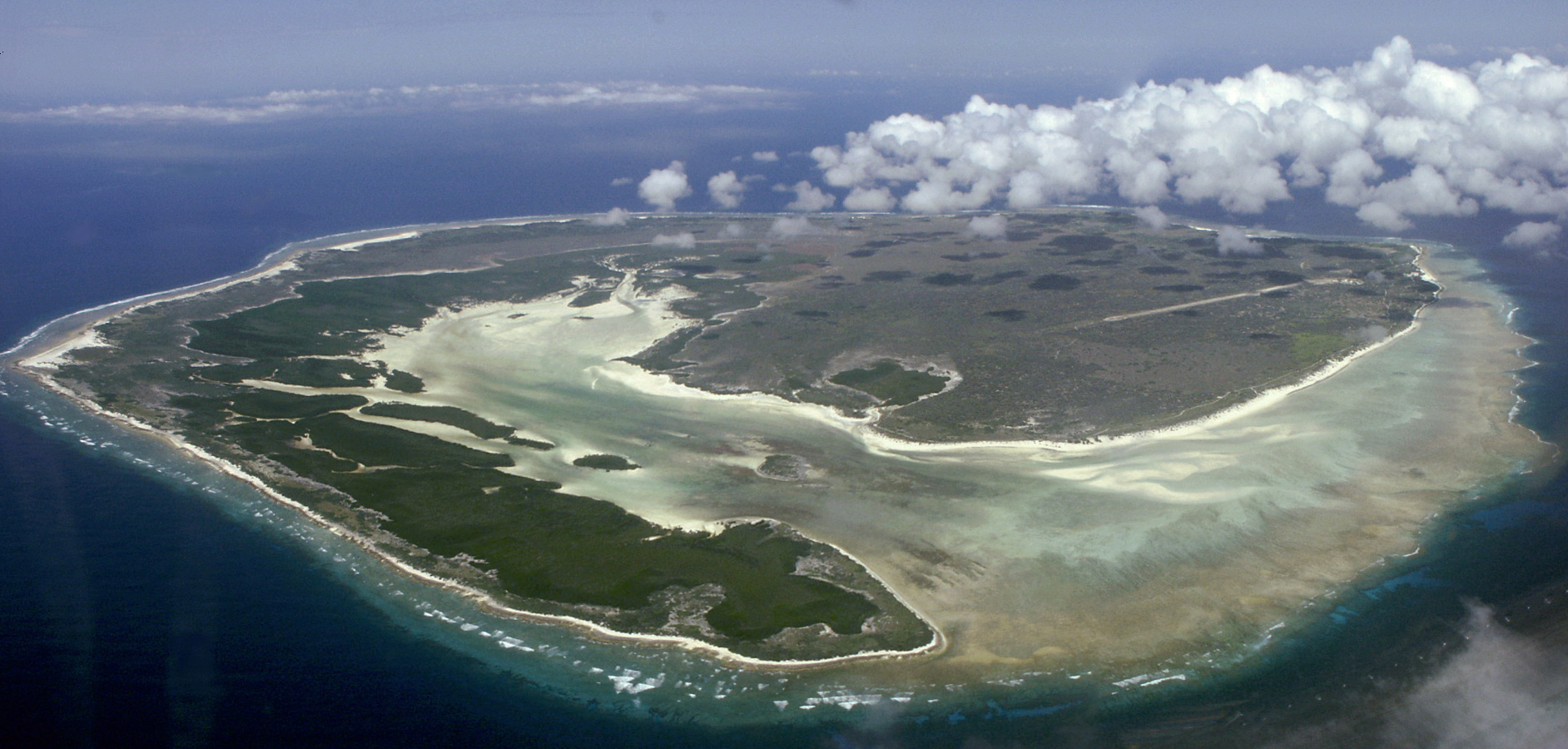
Luftbild

Europa liegt rund 350 km nordwestlich der madagassischen Stadt Toliara und 110 km südöstlich des ebenfalls zu den Îles Éparses gehörenden Atolls Bassas da India. Die ungefähr 7 × 6 km messende Insel mit einer Fläche von etwa 30 km² und einem Umfang von 22,2 km ist nahezu vollständig von einem Saumriff umgeben. In ihrem Inneren ist sie sehr flach. Die bei Hochwasser häufig überflutete zentrale Ebene wird von einem nur wenig höher gelegenen Gürtel aus verkarstetem Korallenkalk eingefasst, der im Nordwesten der Insel eine Breite von zwei Kilometern erreicht, ansonsten aber nur schmal ausgebildet ist und im Nordosten ganz fehlt. Die höchsten Erhebungen mit bis zu 7 m finden sich im vor allem im Westen ausgeprägten Dünensaum. Im nordöstlichen Teil der Insel befindet sich eine etwa 900 ha große flache Lagune, die zu einem großen Teil mit Mangroven bewachsen ist und bei Niedrigwasser teilweise trockenfällt.

### Klima
Das Klima ist semiarid und durch den Südost-Passat geprägt. Der größte Teil der jährlichen Niederschlagsmenge von etwas mehr als 500 mm fällt in den Monaten November bis Mai; während der etwas kühleren Trockenzeit von Juni bis Oktober gibt es nur vereinzelte Niederschläge.
|                       | Jan  | Feb  | Mär  | Apr  | Mai  | Jun  | Jul  | Aug  | Sep  | Okt  | Nov  | Dez  |   |      |
| Mittl. Tagesmax. (°C) | 30,8 | 31,2 | 30,6 | 29,2 | 27,6 | 26,1 | 25,6 | 26,2 | 27,1 | 28,4 | 29,3 | 30,2 | ⌀ | 28,5 |
| Mittl. Tagesmin. (°C) | 24,1 | 24,3 | 23,6 | 21,8 | 19,7 | 18,4 | 17,7 | 17,7 | 18,7 | 20,5 | 21,8 | 23,1 | ⌀ | 20,9 |
|                       |      |      |      |      |      |      |      |      |      |      |      |      |   |      |
| Niederschlag (mm)     | 130  | 104  | 62   | 28   | 24   | 18   | 11   | 10   | 9    | 7    | 30   | 129  | Σ | 562  |
|                       |      |      |      |      |      |      |      |      |      |      |      |      |   |      |
| Sonnenstunden (h/d)   | 8,9  | 9,1  | 8,9  | 8,5  | 8,8  | 8,2  | 8,5  | 9,3  | 9,2  | 9,7  | 9,7  | 8,8  | ⌀ | 9    |
|                       |      |      |      |      |      |      |      |      |      |      |      |      |   |      |
| Regentage (d)         | 6    | 8    | 5    | 4    | 4    | 3    | 2    | 2    | 1    | 1    | 3    | 6    | Σ | 45   |
|                       |      |      |      |      |      |      |      |      |      |      |      |      |   |      |
| Luftfeuchtigkeit (%)  | 80   | 81   | 78   | 76   | 76   | 76   | 76   | 77   | 77   | 77   | 78   | 79   | ⌀ | 77,6 |

| 24,1 |

| 24,3 |

| 23,6 |

| 21,8 |

| 19,7 |

| 18,4 |

| 17,7 |

| 17,7 |

| 18,7 |

| 20,5 |

| 21,8 |

| 23,1 |

| 24,1 |

| 24,3 |

| 23,6 |

| 21,8 |

| 19,7 |

| 18,4 |

| 17,7 |

| 17,7 |

| 18,7 |

| 20,5 |

| 21,8 |

| 23,1 |

### Flora und Fauna
Als einzige der Îles Éparses weist Europa eine weitgehend intakte ursprüngliche Vegetation auf. Der Nordteil der Insel wird von einem Trockenwald aus Wolfsmilchgewächsen (Euphorbia stenoclada), der Südteil von einer krautigen Steppe eingenommen. Ein großer Teil der Lagune ist von Mangrovenwäldern bedeckt (hauptsächlich Rhizophora mucronata, ferner Avicennia marina, Bruguiera gymnorhiza und Ceriops tagal). Von den zwölf durch den Menschen eingeführten Pflanzenarten erwiesen sich die zur Fasergewinnung in einer Plantage im Norden der Insel angebauten Agavengewächse Agave sisalana und Furcraea foetida als besonders invasiv. Letztere ist seit 2013 Ziel einer Ausrottungskampagne.
Mit 13 Brutvogelarten besitzt Europa von allen Îles Éparses die vielfältigste Avifauna. Die Kolonien von Rotschwanz-Tropikvogel, Arielfregattvogel und Bindenfregattvogel sind die jeweils größten ihrer Art im Gebiet des Indischen Ozeans. Zahlenmäßig dominiert die Rußseeschwalbe mit rund 760.000 Brutpaaren (2005). Weitere einheimische Meeresvögel sind Rotfußtölpel, Raubseeschwalbe, Schuppensturmtaucher und eine für die Insel endemische Unterart des Weißschwanz-Tropikvogels. Im Uferbereich leben Meerreiher und der von der IUCN als gefährdet eingestufte Dickschnabelreiher. Des Weiteren sind auf der Insel Schildrabe, Schleiereule sowie eine für Europa endemische Unterart des Madagaskarbrillenvogels heimisch. Außerdem machen zahlreiche Zugvögel, darunter Steinwälzer und Rosaflamingo, auf Europa Station. Haushuhn und Helmperlhuhn, einst vom Menschen auf Europa eingeführt, sind wieder ausgestorben.
Für die Suppenschildkröte ist Europa der wichtigste Eiablageplatz im Indischen Ozean. Schätzungsweise bis zu 15.000 Schildkröten jährlich kommen zur Eiablage hierher.
Die Reptilien sind mit zwei für die Insel endemischen Unterarten von Skinken sowie zwei Arten von Geckos vertreten. Die einzigen Arten von Säugetieren sind Hausratte und Hausziege. Beide wurden vom Menschen auf der Insel eingeführt und stellen eine Bedrohung für die ursprüngliche Tier- und Pflanzenwelt dar. Einst vorhandene Populationen von Hausesel, Hauskatze und Wildkaninchen, ebenfalls vom Menschen nach Europa gebracht, sind inzwischen verschwunden.
Die Insel wurde durch die Vogelschutzorganisation BirdLife International als Important Bird Area (IBA) RE012 ausgewiesen. Am 27. Oktober 2011 erhielt sie den Status eines Schutzgebiets nach der Ramsar-Konvention.

## Geschichte, Politik und Verwaltung

Die Insel Europa

Die Insel erhielt ihren Namen nach dem britischen Schiff HMS Europa, dessen Besatzung sie am 24. Dezember 1774 sichtete.
Am 31. Oktober 1897 wurde die Inbesitznahme durch Frankreich „in Ausführung des Gesetzes vom 6. August 1896“ offiziell verkündet.
Mehrere Versuche, die Insel zu besiedeln, verliefen erfolglos. Über einen ersten Kolonisierungsversuch 1860 ist nicht viel bekannt; vermutlich wurden die Ziegen, deren Nachkommen heute noch auf der Insel angetroffen werden können, damals eingeführt. 1903 wurde die Erlaubnis erteilt, die Insel zu besiedeln. Ein weiterer Besiedlungsversuch zu Beginn des 20. Jahrhunderts scheiterte, da kein Trinkwasser vorhanden war. Ob noch weitere Versuche danach unternommen wurden, ist unklar. Einige alte Gebäude und ein Friedhof, bei dessen Leichen man den Todeszeitpunkt bestimmen konnte, deuten auf Einwohner im Jahre 1910 hin. Jedoch wurden 1923 keine Bewohner mehr angetroffen.
1949 wurde eine Wetterstation eingerichtet. Im darauffolgenden Jahr entstand im Süden der Insel eine erste Landepiste für Flugzeuge. Da diese sich in häufig überflutetem Gelände befand, wurde 1973 die heutige etwa 1400 m lange Landebahn im Norden der Insel angelegt. 1981 wurde eine neue Wetterstation gebaut.
Wie die übrigen Îles Éparses wird die Insel seit 2005 vom Präfekten und obersten Verwalter der französischen Süd- und Antarktisgebiete verwaltet. Davor war sie seit 1960 vom Präfekten des Übersee-Départements Réunion verwaltet worden, ohne selbst zu Réunion zu gehören. Mit Gesetz vom 21. Februar 2007 wurde Europa gemeinsam mit den anderen Îles Éparses als fünfter Distrikt in die französischen Süd- und Antarktisgebiete eingegliedert.
Die ausschließliche Wirtschaftszone (AWZ), die unmittelbar an diejenige von Bassas da India angrenzt, erstreckt sich über eine Fläche von 127.300 km².
Auf Europa befindet sich seit 1973 ein kleiner Militärstützpunkt. Die Besatzung besteht aus 14 Soldaten sowie einem Gendarmen.
Seit seiner Unabhängigkeit im Jahr 1960 erhebt Madagaskar Anspruch auf die Insel.